# Organització Socialista Internacional (Botswana)
L'Organització Socialista Internacional de Botswana (en anglès: International Socialist Organization (Botswana)) és una petita organització Trotsquista Botswana. Forma part de la Tendència Socialista Internacional i edita un diari anomenat Socialisme des de Sota.
Han fet campanya sobre els drets dels treballadors, particularment els treballadors explotats de la mina de Debswana (una empresa conjunta entre DeBeers i el Govern de Botswana). També recolzen els Basarwa/Buiximans en la seva resistència contra el trasllat forçós pel Govern de Botswana a fora de la seva terra ancestral, la Reserva de Caça del Kalahari Central.
Són l'únic grup polític Botswà que publica un diari regularment.